# Магомедов, Ишреф Сократович
Ишре́ф Сокра́тович Магоме́дов (6 октября 1980, Дербент, Дагестанская АССР, РСФСР, СССР) — российский футболист, нападающий.

## Биография
Воспитанник молодёжной школы ЦСКА-2. В 2001 году попал в заявку махачкалинского «Анжи». Профессиональную карьеру начинал в 2002 году во владимирском «Торпедо». В 2003 году вернулся в «Анжи», за который в первом дивизионе провёл 9 матчей. В 2005 году играл за молдавский «Нистру» Отачь. С 2006 по 2007 год выступал за солигорский «Шахтёр», однако на поле появлялся редко. Далее выступал за саратовский «Сокол-Саратов», после чего в июле 2008 года был приглашён на сбор оренбургского «Газовика» и вскоре подписал контракт, завершил же профессиональную карьеру в клубе «Сокол-Саратов».
С 2010 года играл в составе магарамкентского «Леки» в чемпионате Дагестана. В 2011 году в «Леки» стал играющим тренером команды. Летом 2013 года стал играть за дербентскую команду «Нарын-Кала».